# Martin Pötzinger
Martin Pötzinger (ur. 25 lipca 1904 w Monachium, zm. 16 czerwca 1988 w Nowym Jorku) – niemiecki działacz religijny, członek Ciała Kierowniczego Świadków Jehowy.

## Życiorys
2 października 1928 roku został Badaczem Pisma Świętego (Świadkiem Jehowy). 1 października 1930 roku został pionierem. Był kaznodzieją w Bawarii. Jesienią 1933 roku Towarzystwo Strażnica powierzyło mu nadzór nad działalnością Świadków Jehowy w Bułgarii. W 1934 roku przeniósł się na Węgry. Potem kierował grupą pionierów w Jugosławii oraz Czechosłowacji.
Po długotrwałej chorobie, wrócił do Niemiec. W roku 1936 się ożenił się z Gertrud Mende. W tym samym roku za przynależność do Świadków Jehowy i odmowę wyparcia się wiary został osadzony w obozie koncentracyjnym w Dachau, a potem w obozie Mauthausen-Gusen. Więźniem obozów koncentracyjnych był 9 lat. Jego żona przyłapana na dostarczaniu literatury biblijnej współwyznawcom została skazana na karę 3,5 roku więzienia, którą odbywała w Dreźnie. Gdy po odbyciu kary odmówiła podpisania oświadczenia o zaprzestaniu kontaktów ze Świadkami Jehowy została wysłana do obozu koncentracyjnego Ravensbrück.
W 1945 roku, po uwolnieniu został nadzorcą obwodu w Niemczech i razem z żoną Gertrud (zm. 2003) odwiedzał zbory. W 1958 roku został studentem 32. klasy Biblijnej Szkoły Strażnicy – Gilead. W roku 1977 wraz z żoną pracował w Betel, w Wiesbaden (RFN). We wrześniu 1977 roku został członkiem Ciała Kierowniczego w Biurze Głównym Świadków Jehowy w Nowym Jorku. Do śmierci działał w Komitecie Służby.